# Antai-ji
Antaiji (安泰寺) è un monastero Zen dedicato alla pratica dello zazen, inizialmente fondato nel 1923 da Oka Sōtan come sede di una scuola/monastero dove fosse possibile studiare lo Shōbōgenzō, attività pressoché inesistente in quel periodo in Giappone. Per quanto, formalmente, appartenga alla scuola buddista Sōtō Zen l'intenzione ideale del luogo è di vivere "il fatto religioso" secondo la modalità tradizionalmente detta "zen", al di fuori di scuole o marchi caratteristici. Durante la seconda guerra mondiale Antaiji rimase disabitato fino al 1949, quando Sawaki Kōdō e Uchiyama Kōshō, discepoli della Via di Buddha, si trasferirono nel monastero e ne fecero un luogo dedicato alla pura e semplice pratica di sedersi in zazen. 
Situato fino al 1975 nella periferia di Kyoto, fu trasferito da Watanabe Kōhō, successore di Uchiyama Kōshō, nel luogo dove si trova oggi, a nord della prefettura di Hyōgo, sulle montagne nei pressi della cittadina di Hamasaka. Fu il priore Watanabe a delineare la forma di vita che conserva tuttora. Antaiji si trova vicino a un parco nazionale, non lontano dalla costa del Mar del Giappone e occupa una superficie di circa 50 ettari, fra le montagne. Il successore di Watanabe, l'ottavo priore Miyaura Shinyu, ha protetto la pace e l'armonia di sedersi in zazen, mantenendo l'ideale di indipendenza e autosufficienza nella pratica quotidiana sino al febbraio del 2002 quando morì in un incidente. Muhō Nölke, suo discepolo, monaco tedesco, è stato priore del monastero sino al 2020 quando è stato sostituito dalla sua discepola Eko Nakamura. 
L'importanza di questo monastero e della sua storia sono inversamente proporzionali alla sua fama tra il grande pubblico: Antaiji è noto quasi unicamente tra coloro che praticano lo zazen inteso nel modo in cui Eihei Dōgen lo trasmise: la pratica del risveglio. Non una tecnica quindi, ovvero uno strumento per ottenere qualche cosa, ma il risveglio (bodhi), vissuto con questo corpo, con questa (non) mente. 

## La storia

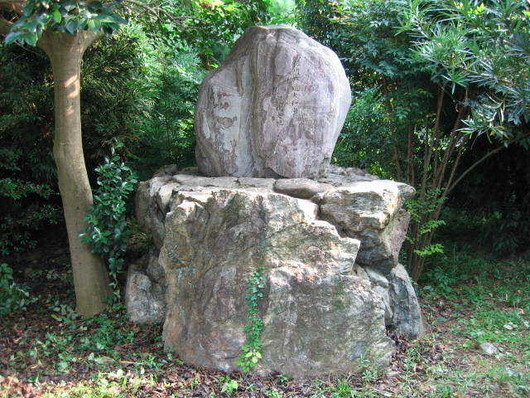
Il luogo dove sorgeva Antaiji, a Kyoto

Sawaki Kōdō, nonostante il soprannome "Kōdō senza casa" che descriveva la forma itinerante nella quale aveva scelto di vivere il suo destino di zazen, nel periodo successivo alla seconda guerra mondiale si era reso conto che la sua presenza periodica in molti luoghi, nei quali trasmetteva alle persone più diverse la sua spiritualità, a causa del carattere episodico di tali esperienze rischiava di non essere sufficiente a formare la successiva generazione. Aveva notato, alla periferia di Kyoto, un piccolo monastero abbandonato, male in arnese ma con un poco di terreno che poteva essere adibito ad orto ed una casetta che poteva fungere da foresteria. Richiesti i necessari permessi, assieme a Uchiyama Kōshō e, subito dopo, Yokoyama Sodō, rimise in sesto il luogo e lo trasformò nel centro di studio e pratica dello zazen Shichikurin Sanzen Dōjō (Monastero dei bamboo viola) al quale ritornava dopo ogni viaggio,  la base  dove lui ed i suoi discepoli potevano fermarsi e formare le successive generazioni dello zen. Il nome Antaiji, "tempio della pace e della serenità", rimase assieme al nuovo nome. Dal 1950, sino al 1963 anno in cui Sawaki si stabilì ad Antaiji definitivamente, il monastero fu diretto da Uchiyama Kōshō che ne sarà poi l'abate dal 1965, anno in cui morì Sawaki, sino al 1975. Quindi, seppure l'impulso iniziale, la direzione verso il quale il luogo era orientato dall'inizio sono derivate dall'intensità con cui Sawaki rōshi viveva in sé stesso l'urgenza e la radicalità dello zen, concretamente è stato il suo discepolo e successore Uchiyama a plasmarne la vita quotidiana nei dodici anni in cui ne fu curatore prima e ancor più nei dieci anni in cui ne fu abate poi.

## Dalla città alla montagna
I primi furono anni durissimi, il monastero si sosteneva con la questua in un Giappone semidistrutto dalla guerra, la sopravvivenza alimentare era spesso il risultato a mala pena raggiunto. Uchiyama racconta quegli anni nel testo Nakiwarai no takuhatsu (La questua, tra lacrime e sorriso).
Le cose cambiano nei primi anni sessanta: da un lato Uchiyama diviene autore affermato grazie alla pubblicazione di numerosi libri sull'origami, dall'altro si verifica un continuo afflusso di praticanti occidentali, specialmente dagli Stati Uniti, che forniscono un contributo alla vita del monastero che diviene un crocevia, uno dei centri più importanti della spiritualità mondiale. Soggiornano ad Antaiji, per periodi più o meno lunghi, occidentali appartenenti agli ambienti della contestazione giovanile americana e, tra questi, molti di coloro che oggi sono i più importanti scholars presso le università americane dove si traducono e studiano i testi dello Zen e del Chan. La fama, unita alla veloce urbanizzazione della città di Kyoto creano però nuovi problemi. È per questo che nel 1975, quando Watanabe Kōhō succede a Uchiyama alla guida del monastero, la sede viene trasferita tra le montagne, nella Prefettura di Hyōgo. In una recente intervista Watanabe rōshi ha così ricordato quella scelta: "Il motivo del trasferimento del monastero non sta nel fatto che desideravamo allontanarci dalla città, ma perché volevamo creare un ambiente diverso da quello attualmente esistente nell'ambito del buddhismo istituzionale, dove una mentalità troppo rigida non permette nessuna forma di rinnovamento. Desideravamo separarci da questa mentalità e creare un ambiente in cui fosse possibile attuare una forma di pratica nel modo più nudo ed essenziale possibile, distante da qualsiasi istituzione religiosa. In un simile ambiente la pratica religiosa e il lavoro sono una cosa sola: si pratica utilizzando il corpo, cimentandosi al contempo nel proprio lavoro. L'idea è quella che le persone che praticano zazen si procurino il cibo con il lavoro. Solo in questo modo la pratica non è disgiunta dal corpo e non diventa un atto puramente formale o intellettuale, distante dalla realtà quotidiana".

## In mezzo alla neve
La costruzione del nuovo monastero, ora chiamato Ikeganaru Antaiji dal nome del piccolo stagno presente nella valle, terminò nell'estate del 1977.

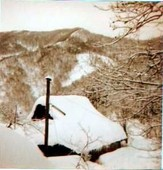
Antaiji: kyuhondō, inverno 1981

Sin dall'inizio un folto gruppo di monaci giovani e motivati collaborarono alla sua edificazione e conduzione. Furono anni intensissimi in cui fu formata una nuova generazione di praticanti vissuti in una realtà fatta soprattutto di zazen, lavoro e studio. 
Secondo l'uso iniziato da Uchiyama, per essere ammessi quali monaci residenti occorreva impegnarsi a rimanere nel monastero almeno dieci anni. Questo, assieme al fatto che la permanenza ad Antaiji non costituisce alcun riconoscimento spendibile nelle gerarchie del clero ufficiale del Sōtō Zen -in Giappone Antaiji è l'unico monastero di pratica a non fornire alcun certificato- hanno fortemente caratterizzato il tipo, la qualità dei monaci che vi hanno soggiornato, come pure la loro cultura e mentalità. Un altro elemento fortemente discriminante rispetto a tutte le altre realtà religiose buddiste giapponesi è l'organizzazione economico sociale della vita della comunità: proseguendo lo stile instaurato da Sawaki il monastero non ha mai allacciato rapporti con le popolazioni dei villaggi vicini per attirare danka, parrocchiani che fanno riferimento al tempio per officiare funerali o cerimonie di commemorazione dei defunti, attività che costituiscono il reddito di tutti i monasteri/templi buddisti giapponesi. La sopravvivenza della comunità era assicurata dalla produzione autonoma della quasi totalità dei cibi, dalla vendita di alcune derrate prodotte appositamente per il mercato e dal takuhatsu, la questua rituale, praticata nelle due epoche più redditizie: la metà di agosto durante la festività di obon e il periodo a cavallo del capodanno. Questo, assieme a uno stile di vita particolarmente sobrio ha permesso la sopravvivenza di una comunità che nei periodi più affollati raggiungeva le 35 persone, maschi e femmine. Probabilmente l'unica comunità buddista mista. L'originalità e la genialità di quell'Antaiji è stata quella di sostituire all'etichetta la vita di tutti i giorni, con all'interno lo zazen. Un modello che, in quella forma, non è  esportabile né ripetibile, senza gli stessi attori. 
Nel 1986 l'abate Watanabe, al termine dei dieci anni di "servizio" come abate, lasciò la direzione del monastero al successore da lui scelto Miyaura Shinyu. L'anno successivo, assieme a tre discepoli italiani e due giapponesi si recò in Italia.

## La terza epoca
Per Antaiji iniziò un nuovo periodo, quasi tutti i monaci allora presenti avevano terminato il periodo di formazione e lasciarono  il monastero. Un luogo così grande, isolato e organizzato su basi di auto-sopravvivenza richiede molte braccia per sopravvivere ed il numero dei residenti si era ridotto a poche unità. Fu limitato al minimo il terreno coltivato ed i lavori di selvicultura, alcuni inverni particolarmente nevosi e tifoni di forza eccezionale interruppero per lunghi periodi l'unica strada di comunicazione con l'esterno. Poi, a poco a poco, 
la comunità riprese vigore e raggiunse un soddisfacente livello di stabilità. Furono soprattutto, ma non solo, praticanti venuti da lontano a formare il nuovo gruppo: dall'America del Sud, dagli USA e dall'Europa. Tra questi Olaf Nölke, un giovane di Berlino. 
Nel febbraio 2002, un incidente nella neve causò la morte di Miyaura Shinyu rōshi, gli succedette alla guida del monastero il suo discepolo più anziano, Nölke, con il nome di Muhō. 
Il monastero acquistò notorietà fuori dal Giappone tra i non praticanti, soprattutto in Germania e Svizzera, nel 2016 quando il regista tedesco Werner Penzel pubblicò un documentario di 105 minuti dal titolo Zen for Nothing dove documentava la vita nel monastero dall'autunno 2014 fino alla primavera 2015.